# Ödeshögs församling
Ödeshögs församling är en församling i Vätterbygdens kontrakt i Linköpings stift inom Svenska kyrkan. Församlingen ingår i Folkungabygdens pastorat och omfattar hela Ödeshögs kommun i Östergötlands län. 

## Administrativ historik
Församlingen har medeltida ursprung. Omkring 1330 införlivades Sväms församling.
Församlingen utgjorde under medeltiden ett eget pastorat för att därefter till 1998 vara annexförsamling (moderförsamling från 1962) i pastoratet Stora Åby och Ödeshög. Från 1998 till 2006 var församlingen moderförsamling i pastoratet Ödeshög, Stora Åby, Heda, Rök, Svanhals, Trehörna och Västra Tollstad. 2006 uppgick församlingarna i pastoratet i Ödeshögs församling som samtidigt bildade ett eget pastorat som varade till 2014. Från 2014 ingår församlingen i Folkungabygdens pastorat. Församlingen tillhörde till 31 maj 1940 Lysings kontrakt, från 1 juni 1940 Dals och Lysings kontrakt, från 1962 Göstrings och Lysings kontrakt och tillhörde mellan 1997 och 2017 Folkungabygdens kontrakt.

## Församlingens kyrkor
- Heda kyrka
- Röks kyrka
- Stora Åby kyrka
- Svanshals kyrka
- Trehörna kyrka
- Västra Tollstads kyrka
- Ödeshögs kyrka

## Kyrkoherdar
| Ämbetstid | Namn     | Levnadstid | Övrigt |
| --------- | -------- | ---------- | ------ |
| 1327      | Jakobus  |            |        |
| 1345      | Samuel   |            |        |
| 1350      | Haquinus |            |        |

### Komministrar
| Ämbetstid | Namn                             | Levnadstid | Övrigt                                                             |
| --------- | -------------------------------- | ---------- | ------------------------------------------------------------------ |
| 1593      | Bergerus Benedicti               |            |                                                                    |
| 1625-1641 | Laurentius Nicolai Vinnerstadius | 1603–1675  | Komminister. Blev senare kyrkoherde i Varvs församling.            |
| 1641-1643 | Israel Salander                  | –1675      | Komminister. Blev senare kyrkoherde i Motala församling.           |
| 1625      | Johannes Nicolai                 |            | Komminister.                                                       |
| 1654-1663 | Johannes Olavi Gistadius         | 1600–1690  | Komminister. Blev senare kyrkoherde i Trehörna församling.         |
| 1663-1670 | Simon Erici                      | –1699      | Komminister. Blev senare kyrkoherde i Näsby församling.            |
| 1670-1705 | Magnus Petri Ambergius           | 1630-1705  | Komminister.                                                       |
| 1706-1711 | Johannes Johannis Wåhlblom       | -1711      | Komminister.                                                       |
| 1711-1719 | Andreas Nicolai Sällroth         |            | Komminister. Blev senare kyrkoherde i Locknevi församling.         |
| 1719-1736 | Samuel Magni Echman              | 1691–1748  | Komminister. Blev senare kyrkoherde i Västra Tollstads församling. |
| 1737-1739 | Petrus Sörling                   | 1703-1739  | Komminister.                                                       |
| 1740-1766 | Sven Håhl                        |            | Komminister. Blev senare kyrkoherde i Västra Ryds församling.      |
| 1766-1795 | Claës Johansson Eek              | 1731-1795  | Komminister.                                                       |
| 1795-1821 | Lars Fredrik Törnroth            | 1746-1821  | Komminister.                                                       |
| 1824-1840 | Nils Wijmers                     |            | Komminister. Blev senare kyrkoherde i Vireda församling.           |
| 1840-1863 | Carl Reinhold Siegbahn           |            | Komminister. Blev senare kyrkoherde i Vånga församling.            |
| 1862-1897 | Sven Snellman                    | 1833-1897  | Komminister.                                                       |
| 1898-     | Per Johan Teodor Wernborg        | 1856-      | Komminister.                                                       |
| 2014–2016 | Martin Lissnils                  | 1965–      | [ 8 ]                                                              |

### Församlingsherdar
| Ämbetstid | Namn           | Levnadstid | Övrigt |
| --------- | -------------- | ---------- | ------ |
| 2014-2016 | Anders Hult    | 1950–      | [ 8 ]  |
| 2017-2020 | Gerhard Paping |            |        |

## Klockare och organister[9]
Organister och klockare vid Ödeshögs kyrka.
| Verksam   | Namn                    | Levnadstid | Övrigt                                     |
| --------- | ----------------------- | ---------- | ------------------------------------------ |
| 1738-1765 | Peter Jacobsson Blom    | 1710-1765  | Organist och klockare (blev klockare 1753) |
| 1766-1778 | Lars Strömblad          | 1743-1807  | Organist och klockare                      |
| 1778-1797 | Sven Tollqvist          | 1750-1797  | Organist och klockare                      |
| 1798-1823 | Nils Tollin             | 1777-1823  | Organist och klockare                      |
| 1824-1862 | Carl Henric Örtegren    | 1793-1875  | Organist                                   |
| 1862-1900 | Johan Richard Petersson | 1832-      |                                            |
| 1900-1927 | Emil Augustinsson       | 1865-1931  |                                            |
| 1927-1945 | Gunnar Andersson        |            |                                            |
| 1946-     | Ewald Bern              | 1910-1987  |                                            |
| 1964      | –                       | –          | Vakant.                                    |
|           | Magnus Sundman          | 1947-      | Organist                                   |
| 2013-2018 | Ann Bremer Andersson    | 1959-      | Kantor                                     |
| 2013-2018 | Elisabeth Ramstrand     | 1956-      | Kantor                                     |

### Organister
| Verksam   | Namn               | Levnadstid | Övrigt   |
| --------- | ------------------ | ---------- | -------- |
| 1678-1680 | Torsten Helgesson  |            | Organist |
| 1687-1689 | Håkan Jansson      |            | Organist |
| 1690-1694 | Jonas Jönsson      | -1694      |          |
| 1697-1701 | Abraham            |            | Organist |
| 1705      | Erik Bengtsson     |            | Organist |
| 1707-1708 | Nils Persson       | -1709      | Organist |
| 1710-1717 | Anders Danielsson  |            | Organist |
| 1725-1732 | Jacob Pärsson Blom |            | Organist |

### Klockare
| Verksam   | Namn            | Levnadstid | Övrigt   |
| --------- | --------------- | ---------- | -------- |
|           | Lars            | -1662      | Klockare |
| 1687-1701 | Helge Håkansson | 1631-1708  | Klockare |
| 1705-1708 | Olof Nilsson    |            | Klockare |
| 1710-1720 | Pehr Tyrsson    | 1666-1720  | Klockare |
| 1721-1753 | Sven Andersson  | -1753      | Klockare |